# 파티 게임
파티 게임(party game)은 모임에서 상호작용을 유발해 오락과 레크리에이션을 즐기는 놀이 및 게임을 가리킨다. 소분류로 아이스브레이크, 피크닉 등이 있다. 다른 유형으로는 파트너십 게임과 팔러 레이스(parlour race)가 있다. 게임마다 분위기가 다르기 때문에 파티 게임은 단지 아이스브레이크 목적으로 의도되거나 파티의 유일한 목적으로 의도될 수 있다. 이처럼 파티 게임은 다양한 기술 수준의 플레이어를 포함하는 것을 목표로 하며 플레이어가 배제되는 경우는 거의 없다. 파티 게임은 사회적으로 플레이할 수 있도록 고안되었으며, 새로운 플레이어가 쉽게 배울 수 있도록 설계되었다.

## 일반적인 파티 게임
- 비어퐁
- 빙고 (놀이)
- 옮겨 말하기
- Dixit
- 술자리 게임
- 마피아 (게임)
- 병돌리기 게임
- 의자앉기 게임
- Truth or dare?
- 스무고개

## 아동용 파티 게임
- 까막잡기
- 수건돌리기
- 숨바꼭질
- 의자앉기 게임
- 피냐타
- 가위바위보
- 숨바꼭질

## 같이 보기
- 술자리 게임
- 미니게임